# بونابیتاکولو
بونابیتاکولو (به ایتالیایی: Buonabitacolo) یک کومونه در ایتالیا است که در استان سالرنو واقع شده‌است.

## خصوصیات
بونابیتاکولو ۱۵٫۳۶ کیلومترمربع مساحت و ۲٬۶۴۱ نفر جمعیت دارد و ۵۰۱ متر بالاتر از سطح دریا واقع شده‌است.